# Бальмон, Флоран
Флора́н Бальмо́н (фр. Florent Balmont; род. 2 февраля 1980, Сент-Фуай-ле-Лион, Рона, Франция) — французский футболист, полузащитник.

## Карьера
Бальмон — воспитанник клуба «Олимпик Лион». 26 октября 2002 года в матче против «Аяччо» он дебютировал за клуб. 22 августа 2004 года в поединке против клуба «Мец» Флоран забил первый гол за лионский клуб. В составе клуба, провёл 13 матчей во всех турнирах и отметился одним голом.
Летом 2003 года на правах аренды стал игроком «Тулузы». 2 августа в матче против «Страсбура» он дебютировал за новый клуб. В августе того же года, Бальмон за 1,50 млн евро был куплен клубом «Ницца». 
В 2008 году перешёл в «Лилль», в составе клуба стал чемпионом и обладателем кубка страны.

## Достижения
«Лилль»
- Чемпион Франции: 2010/11
- Обладатель Кубка Франции: 2010/11